# Anomala trigonopyga
Anomala trigonopyga är en skalbaggsart som beskrevs av Ohaus 1912. Anomala trigonopyga ingår i släktet Anomala och familjen Rutelidae. Inga underarter finns listade i Catalogue of Life.